# Eridacnis radcliffei
Espèce
Répartition géographique
Statut de conservation UICN

 LC  : Préoccupation mineure
Eridacnis radcliffei, le requin-chat pygmée, est une espèce de requins de la famille des Proscylliidae.
Ce requin vit dans l'océan Indien et le Pacifique ouest, de 70 à 770 m de fond. Il mesure environ 50 centimètres de long.